# Zulialana coalescens
Zulialana coalescens är en kräftdjursart som beskrevs av Lazar Botosaneanu och Angel L.Viloria 1993. Zulialana coalescens ingår i släktet Zulialana och familjen Cirolanidae. Inga underarter finns listade i Catalogue of Life.